# Palpus

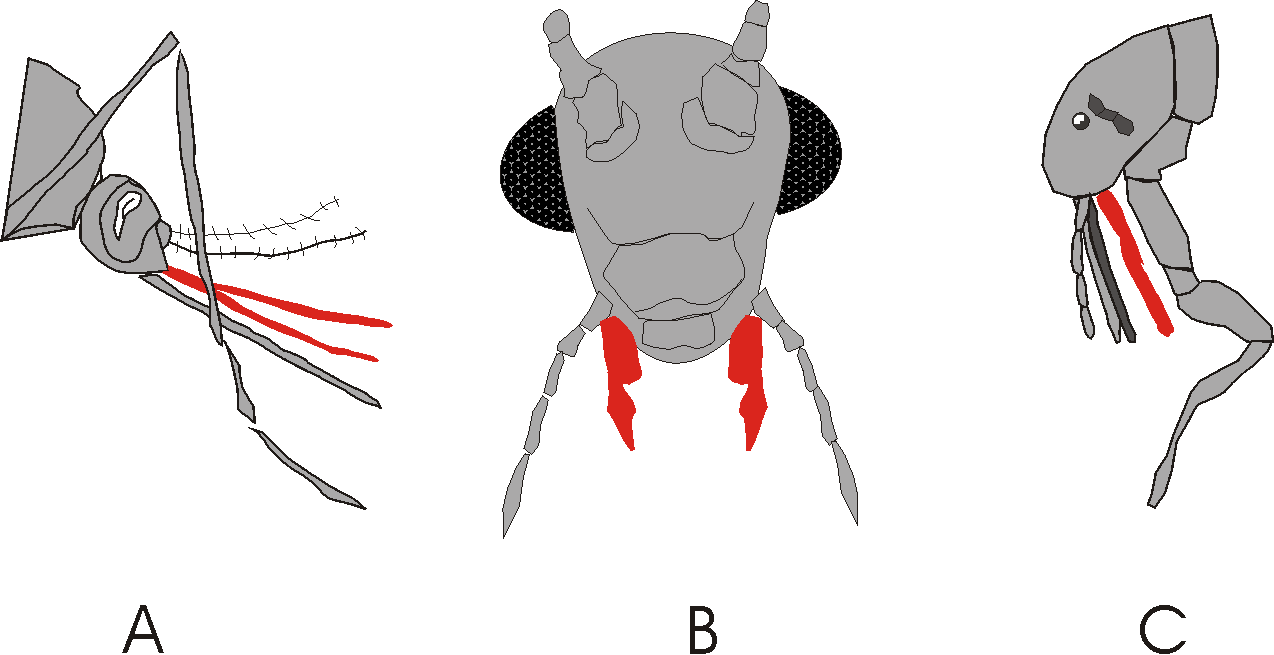
Schematische Darstellung der Palpi (jeweils rot) bei:
A Anopheles, B Heuschrecke, C Floh

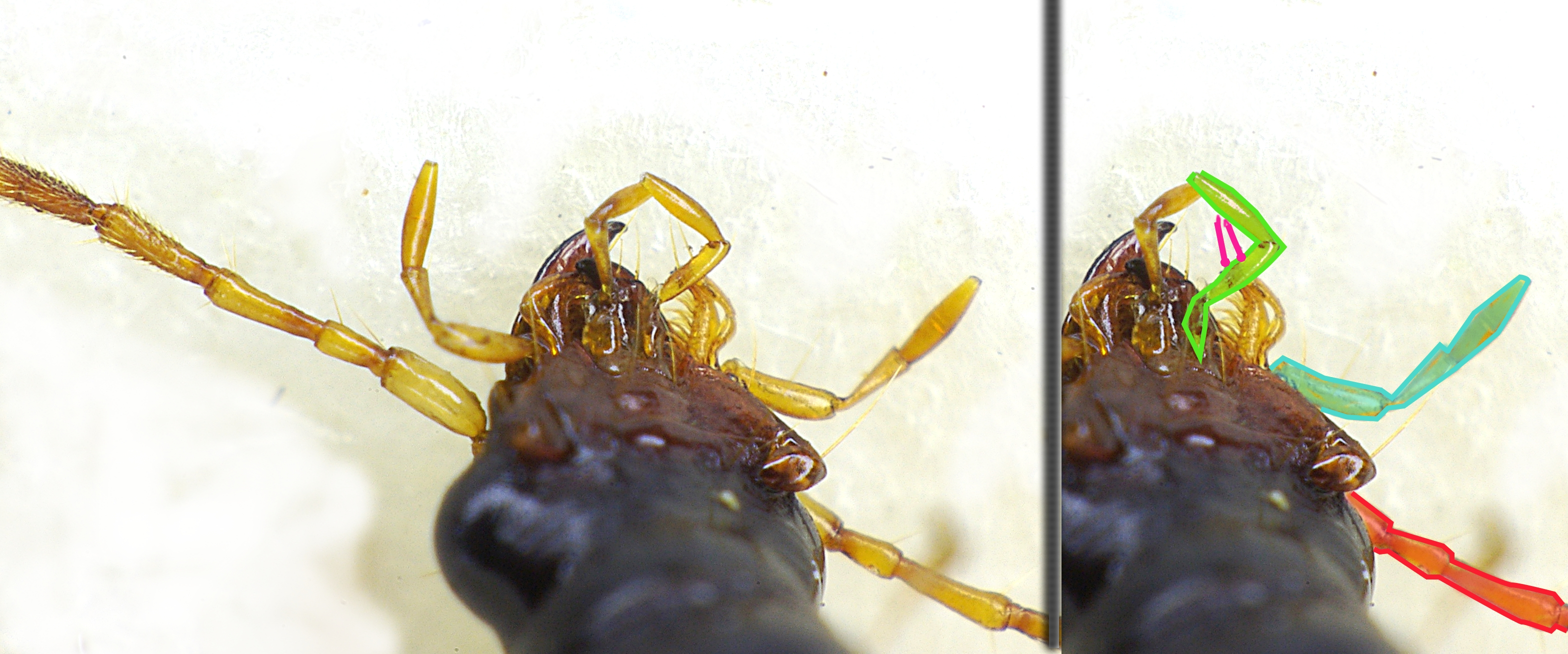
Kopf eines Käfers (Paranchus albipes) von unten, rechts teilweise koloriert.
Rot: Fühler. Blaugrün: Kiefertaster.
Grün: Lippentaster. Pink: Borstenpaar auf dem vorletzten Glied des Lippentasters.

Ein Palpus (lat. palpare „streicheln, betasten“, palpus „Taster“, Plural palpi) ist ein Taster an den Mundwerkzeugen verschiedener Tiergruppen. Beispielsweise findet man Palpi an verschiedenen Vielborstern, Insekten, Spinnen- und Krebstieren. Sie sind immer paarweise angeordnet. An manchen Tiergruppen, wie z. B. den Käfern und Schmetterlingen unterscheidet man Lippentaster (Palpus labialis oder Labialpalpen) und Unterkiefertaster (Palpus maxillaris oder Maxillarpalpen). Erstere sind an der Unterlippe, dem Labium angewachsen, letztere am Unterkiefer, der Maxille.
Der Begriff Taster ist insofern irreführend, als viele Tiere damit nicht nur tasten. Häufig haben die Palpi eine dichte Behaarung, wobei es sich aber nicht nur um Tasthaare, sondern auch um  Kontaktchemorezeptoren handeln kann. Auch zum Schmecken und Riechen können sie dienen.
Pedipalpen sind multifunktionale Organe der Spinnentiere (Arachnida). Sie können der  Kommunikation dienen (Stridulation oder Substratschwingungen, Netzschwingungen, optische Signale), aber auch der Balz, Begattung (Webspinnen) oder Fortbewegung (Palpenläufer). Pedipalpen können als Scheren (Skorpione) ausgeprägt sein oder als Beiß- bzw. Bohrwerkzeuge (Milben). Bei letzteren weisen die Palpi eine einfache, lineare, viersegmentige Form auf, während sie an anderen Spinnentieren meist fünfteilig auftreten.
Für Insekten und Spinnen werden Form, Stellung und innerer Feinbau der Palpi beziehungsweise ihr Vorhandensein oder Fehlen als Bestimmungsmerkmal herangezogen.